# 醫龍-Team Medical Dragon-
《醫龍-Team Medical Dragon-》（日语：医龍-Team Medical Dragon-），是由永井明原作、吉沼美惠醫療監修、乃木坂太郎作畫，以醫療為題材的日本漫畫作品。一般簡稱為「醫龍」。
2006年改編為同名電視劇，由坂口憲二主演。

## 故事簡介
朝田龍太郎是一位擁有天才般醫術的外科醫師，出身於北日本大學醫院，因為被栽贓的一起手術意外而被放逐，來到國外的NGO難民營服務，在難民營中指揮出色醫療隊伍「Team Medical Dragon」。回到日本後仍沒有醫院肯聘用他，因此與女友里原美紀過著自暴自棄的生活。後來明真大學副教授加藤晶將朝田邀請到明真大學，協助她完成有關BATISTA手術（Batista procedure，中文正式名稱為保留性左心室切除術、左心室容積縮小術或左心室減容術）的教授論文，以角逐新一任的心臟科教授，將現有的教授專制改革成分權的體系。
朝田組織他自稱「最強的隊伍」、「最優秀的團隊」的BATISTA團隊，包含美紀（器械護士又稱刷手護士）、加藤晶（第一助手）、伊集院登（第二助手）、藤吉圭介（內科醫師）及荒瀨門次（麻醉醫）。眾人因朝田的魅力而聚集於同一隊內，並組成一隊異常團結的團隊，屢次完成艱難的手術。特別是伊集院，雖然還只是實習醫師，在朝田身邊跟了一段時間後技術大有精進。然而朝田並不留戀於明真大學，只要能救人哪裡都可以待，多次有去其他地方的打算。
隨著獨裁陰險的現任教授野口即將退休，新教授大選的前哨戰開始。加藤的BATISTA手術獲得成功，然而野口反而拉拔北日本大學的霧島軍司，此人是一個嫉妒朝田天才的「凡人」，過去對妹妹美紀有佔有慾，因此誣陷朝田導致他被放逐。霧島打出照顧庸才、穩扎穩打的政見，贏得一群支持者。為避免因為不受推薦而無法競選，加藤等人推動了教授選舉改革案，並獲得通過。但協助改革案通過的的急診部負責人鬼頭直人也藉此機會，推派了UCLA回國醫師國立笙一郎，組成實力取向的改革派。
初選過後，新教授大選形成三方鼎立，但此時野口被診斷出有動脈瘤，一旦發作必死無疑。野口因此改變了方針，放棄自己在院內的人脈，改選擇建立醫療評鑑制度來獲得影響力。他將病情告訴三名候選人，要他們提出治療方案。三人的方案各有優劣，野口最後選擇接受國立治療。然而國立的手術出了重大事故，最後是由朝田等人救回。國立的兒子真悟因為此次風波加上長期與父親不合而跳樓自殺，朝田拼命接住了他。兩人一度有生命危險，所幸最終都生還。
事件過後，國立形同退出選舉，剩下加藤與霧島單挑。雙方的差距並不懸殊，然而手術結束後的野口做了最後的干涉，反而將自己的一票投給加藤，使局勢一面倒向加藤。野口揚言，加藤將來一定會成為他的「後繼者」。最後霧島以0票輸掉這場選舉，不過在選舉過程中他的心理也有所轉變，於是就這麼淡出眾人焦點。加藤當上教授，開始著手各項事務，朝田康復後向眾人告別，隻身再次前往國外的NGO組織服務。

## 登場角色

### Batista Team 成員
- 朝田 龍太郎（あさだ りゅうたろう Asada Ryutaro）

朝田曾於北日本大學附屬醫院任教，以前曾參加非政府組識(NGO)的醫療隊到國外參加了人道救援的工作，回國後因際遇問題變得自暴自棄。後來受加藤晶的邀請到醫院，協助其完成她的教授論文，朝田再次點燃鬥志，使心室減縮整形術（Batista）得以在明真醫院進行。儘管是受加藤邀請，在明真還是維持獨斷獨行的性格，對不當的醫療行為絕不袖手旁觀並予以糾正，加上在手術中不按牌理出牌導致野口教授對加藤的Batista小組越來越不感興趣。在加藤的改革理想中朝田代表著醫局3權中的臨床。私生活上拒絕與在醫院合作中的女性發生性關係。朝田很喜愛吃甜食，除了動手術的時候，身上幾乎隨時帶著甜食，甚至咖啡只要經過朝田的手，都會甜到不能喝的程度。擁有影響他人的絕對魅力，為了讓團隊中的其他成員不再依賴自己，亦做出許多令人意想不到的舉動。
- 里原 美紀（さとはら みき Satohara Miki）

里原是一位刷手護士，她十分敬仰朝田，曾隨朝田一起加入非政府組識醫療隊到海外服務。多年的海外實地訓練致使她的醫療知識甚至比醫生還要好。擁有超高度的反射神經，無論跟哪一個醫生合作都能在第一時間反射出醫生所需的指令。她是朝田的得力助手，因於合作多年，兩人有很深厚的默契。里原在「Team Medical Dragon」團隊的第一次心室減縮整形術手術中，因為替病人在腹部取出血管以作心臟搭橋手術（在日本為違反醫療法的行為）而遭別人冷眼。但其後得護士長的鼓勵，她收拾了心情並繼續工作。
「醫龍隊」第1人。
- 藤吉 圭介（ふじよし けいすけ Fujiyoshi Keisuke）

藤吉同時是明真大學講師和明真大學附屬病院的内科醫生。他被認為是明真大學病院與眾不同的醫生和一名有良心的醫生，樂於聆聽他人的心聲並提供建議。其女兒患有先天性心臟病、而他自己亦有先天性心臟病之紀錄。他曾與其上司救自己女兒的診治方法發生爭執並帶其女兒離院，在帶其女離院途中他心臟病病發，幸得朝田和伊集院在公路旁替他進行臨時手術，性命被得以挽回。加入Batista團隊中負責觀察病人狀況及手術後内科治療計劃。在加藤的改革理想中藤吉代表著3權中的教育。
「醫龍隊」 第2人。
- 伊集院 登（いじゅういん のぼる Ijuin Noboru）

伊集院是一名實習醫生，因為還未完全地受日本醫療體制的影響，朝田便因此招攬他進入他的隊伍並親自進行嚴格培訓。他最初對朝田並無好感，但對他超然的醫術起敬。漫畫版中有大部分的描寫都是以伊集院為第一身的觀點出發，另外包括自己在醫局改革時的成長歷程。他最後成為Batista Team的第二位成員，其實力也因朝田的訓練而逐漸成長，但工作以外一直被朝田和荒瀨當作開玩笑、戲弄的對象。曾因為換了一副與自己形象不搭配的眼鏡而得了「探長」的綽號。已成為一位受後輩尊敬的優秀研修醫生。
「醫龍隊」第3人。
- 加藤 晶（かとう あきら Kato Akira）

加藤為明真大學附屬醫院胸肺心臟外科副教授，才色兼備的女強人，院內心臟、嬰兒手術的第一把交椅。她以改變醫局的腐敗為推動力，透過當上教授之位以獲得權力整頓醫局，所以她致力硏究心室減縮整形術的論文，並邀請朝田協作。在加藤的改革理想中形容自己代表著3權中的研究。在此之前她同樣以不道德的醫療手法如放棄狀態不佳的病人向上爬，在遇上朝田後這些想法逐步地被解開，並被他承認為自己必要的手術隊隊員。漫畫版中曾經與野口教授當外交官的兒子交往了一段短時間，但加藤為了理想而選擇了事業，兩人因此分手，之後一直再沒有與任何男性發生過戀人關係。
「醫龍隊」第4人。
- 荒瀬 門次（あらせ もんじ Arase Monji）

荒瀨為一位天才麻醉師，目視即可得知對方的體重且誤差不超過5公斤，為醫院內唯一在進手術時能跟上朝田步伐的麻醉師；但因年輕時受上司及藥商的迫使，曾向多名病者進行新發明的麻醉藥測試，並造成多人死亡，其後由於內心悔疚而變得自暴自棄，終日到酒吧買醉，甚至吸毒。朝田看上了他的高超麻醉技術，於是致力邀他入隊，並以「最好的外科醫師（即朝田自己）要配合最好的麻醉師（即荒瀨）才能做到心室減縮整形術這種極高難度的手術」為由，說服他加入「Team Medical Dragon」團隊。但荒瀨一直不願加入團隊，並以手術費一次一百萬日元叫朝田僱用他。但其後朝田因為救了他的意中人，他備受感動就加入了團隊。雖然總以惡行惡狀示人，實為團隊當中最軟弱之人，在經過伊集院的鼓舞之後，才真正獲得拯救。
「醫龍隊」第5人。

### 胸部心臟外科
指以明真大學醫學部教授會的權力核心之一野口教授为首的派阀，擅长玩弄权术，为隱瞞醫療失誤不惜牺牲病患的生命健康利益。
- 野口 賢雄(のぐち たけお noguchi takeo)

原明真大學附屬醫院心臟外科教授，現為明真大學醫院胸部心臓外科醫局長。醫局中權力腐朽的代表，亦有著典型女主內的大男人主義思想。為了追逐權力，即使在醫局當中已失去影響力，亦致力於為自己另闢天地，放棄生命也在所不惜。與朝田屬於同類型人，只是野口追逐的是權力，擁有高超醫術的朝田追求的是病人的健康。
- 霧島 軍司(きりしま ぐんじ Kirishima Gunji)

北日本大學附屬醫院的心臟科醫師，里原同父異母的兄長；曾與朝田合作，但因妒忌朝田的才能，設計使他離開醫局；加上里原追隨朝田參加海外醫療團而脫離他的掌控而懷恨在心。野口教授想於退休前引薦他入明真，代其擔任教授一職。教授選舉改革方案被通過後在競選中提出凡人醫師的主張，暗地批評朝田的超人式手術方式不合醫局需要。
- 木原 毅彦(きはら たけひこ Kihara Takehiko)

心臟科外科醫生之一，長髮披肩，朝田入局前他是伊集院等實習醫生的導師；醫局中中庸醫生的代表，對上獻媚對下呼喝，屬於優柔寡斷令周遭人士有點厭惡，但反面上事親至孝並小心謹慎；在選舉管理委員會中傾向野口，目前單身。

### 急診部
- 鬼頭 直人 (きとう なおと Kitou naoto)

明真大學醫院急診部之責任人、在美國留學回來的外來教授、是個想將日本醫療體制改革的人，為此一直致力於拉攏技術高超的朝田進入急診部。朝田亦反過來利用鬼頭令教授選舉改革方案（取消教授推薦制）在教授會上得以通過，從此一下子將教授一人獨大的局面打破。
電視版將其改為女性，名字為鬼頭笙子。

### 教授會
- 祖父江 真介(そふえ しんすけ Shinsuke Sobue)

明真大學醫院，消化器官外科教授。年輕時在醫院抵制運動中與野口賢雄有過過節，也曾經追求過野口的妻子咲江。教授選舉改革方案被通過後，二人處於亦敵亦友的關係。

## 出版書籍
| 卷數 | 小學館         | 小學館                 | 東立出版社     | 東立出版社             |
| 卷數 | 發售日期       | ISBN                   | 發售日期       | ISBN                   |
| ---- | -------------- | ---------------------- | -------------- | ---------------------- |
| 1    | 2002年11月1日  | ISBN 4-09-186561-5     | 2003年5月16日  | ISBN 986-11-2090-4     |
| 2    | 2003年3月1日   | ISBN 4-09-186562-3     | 2003年6月6日   | ISBN 986-11-2091-2     |
| 3    | 2003年6月1日   | ISBN 4-09-186563-1     | 2003年8月15日  | ISBN 986-11-2933-2     |
| 4    | 2003年11月1日  | ISBN 4-09-186564-X     | 2004年2月16日  | ISBN 986-11-3184-1     |
| 5    | 2003年12月1日  | ISBN 4-09-186565-8     | 2004年5月31日  | ISBN 986-11-4342-4     |
| 6    | 2004年8月1日   | ISBN 4-09-186566-6     | 2004年8月7日   | ISBN 986-11-4545-1     |
| 7    | 2004年12月1日  | ISBN 4-09-186567-4     | 2004年12月24日 | ISBN 986-11-5440-X     |
| 8    | 2005年4月1日   | ISBN 4-09-186568-2     | 2005年4月26日  | ISBN 986-11-6865-6     |
| 9    | 2005年9月1日   | ISBN 4-09-186569-0     | 2005年10月17日 | ISBN 986-11-6977-6     |
| 10   | 2006年2月1日   | ISBN 4-09-186570-4     | 2006年4月17日  | ISBN 986-11-7375-7     |
| 11   | 2006年5月1日   | ISBN 4-09-180216-8     | 2006年6月27日  | ISBN 986-11-7973-9     |
| 12   | 2006年9月29日  | ISBN 4-09-180725-9     | 2007年1月24日  | ISBN 978-986-11-9120-1 |
| 13   | 2007年4月4日   | ISBN 4-09-181168-4     | 2007年7月13日  | ISBN 978-986-11-9825-5 |
| 14   | 2007年8月4日   | ISBN 978-4-09-181379-4 | 2007年11月1日  | ISBN 978-986-10-0368-9 |
| 15   | 2007年11月30日 | ISBN 978-4-09-181539-2 | 2008年4月11日  | ISBN 978-986-10-1058-8 |
| 16   | 2008年2月29日  | ISBN 978-4-09-181749-5 | 2008年6月17日  | ISBN 978-986-10-1465-4 |
| 17   | 2008年5月30日  | ISBN 978-4-09-181897-3 | 2008年10月2日  | ISBN 978-986-10-1941-3 |
| 18   | 2008年7月30日  | ISBN 978-4-09-182100-3 | 2008年11月18日 | ISBN 978-986-10-2255-0 |
| 19   | 2008年12月26日 | ISBN 978-4-09-182289-5 | 2009年4月13日  | ISBN 978-986-10-3024-1 |
| 20   | 2009年2月27日  | ISBN 978-4-09-182375-5 | 2009年6月16日  | ISBN 978-986-10-3405-8 |
| 21   | 2009年10月5日  | ISBN 978-4-09-182609-1 | 2010年1月30日  | ISBN 978-986-10-4499-6 |
| 22   | 2010年1月29日  | ISBN 978-4-09-183006-7 | 2010年6月8日   | ISBN 978-986-10-5180-2 |
| 23   | 2010年7月5日   | ISBN 978-4-09-183207-8 | 2010年12月9日  | ISBN 978-986-10-5991-1 |
| 24   | 2010年10月29日 | ISBN 978-4-09-183506-2 | 2011年3月30日  | ISBN 978-986-10-6607-3 |
| 25   | 2011年2月26日  | ISBN 978-4-09-183668-7 | 2011年7月26日  | ISBN 978-986-10-7489-4 |

### My First BIG SPECIAL
- 2006年4月 ISBN 4-091-08476-1
- 2006年5月 ISBN 4-091-08495-8
- 2006年5月 ISBN 4-091-08501-6
- 2006年6月 ISBN 4-091-08513-X

## 外部連結
- big three net （页面存档备份，存于） - Big Comic Superior官方網站（日語）